# Криниця-Здруй (гміна)
Гміна Криниця-Здруй (пол. Gmina Krynica-Zdrój) — місько-сільська гміна у південній Польщі, на кордоні зі Словаччиною. Належить до Новосондецького повіту Малопольського воєводства.

## Географія
Центром гміни є місто Криниця-Здруй, яке розташоване за 31 км на південний схід від Нового Сончу та за 103 км на південний схід від столиці воєводства Кракова.
Станом на 31 грудня 2011 у гміні проживало 17046 осіб.

## Історія
Гміна розташована на історичній території Лемківщини, де до 1947 року жило переважно українське населення.
З листопада 1918 по січень 1920 тут діяла Лемківська Республіка.
У 1939 році в населених пунктах нинішньої гміни проживало 15 290 мешканців (8 655 українців — 56%, 4 855 поляків — 32%, 1 780 євреїв — 12%).
Після II Світової війни українське населення було піддане етноциду: в період між 1945 і 1947 роками, коли в цьому районі тривала боротьба між підрозділами УПА та польськими і радянським військами, більшість українців були вивезені в СРСР, а в 1947 році під час Операції Вісла чоловіки були ув’язнені в концтаборі Явожно (колишня філія Освенціму), а решта була виселена на новоприєднані до Польщі німецькі землі.

## Релігія
До виселення лемків у 1945 році в СРСР та депортації в 1947 році в рамках акції Вісла у селах гміни були греко-католицькі церкви парафій:
Мушинського деканату
- парафія Криниця: Криниця, Криниця-Здрій
- парафія Мохначка Нижня: Мохначка Нижня, Мохначка Вишня
- парафія Солотвини
- парафія Тилич: Тилич, Мушинка

Грибівського деканату
- парафія Берест: Берест, Поляни
- парафія Чирна: Чирна, Перунка

## Площа
Згідно з даними за 2007 рік площа гміни становила 145.30 км², у тому числі:
- орні землі: 39.00%
- ліси: 55.00%

Таким чином площа гміни становить 9.37% площі повіту.

## Адміністративний поділ
- місто: Криниця-Здрій
- села: Берест, Мохначка Вишня, Мохначка Нижня, Мушинка, Перунка, Поляни, Тилич, Чирна

## Населення
Станом на 31 грудня 2011:
| Опис     | Загалом | Загалом | Чоловіки | Чоловіки | Жінки | Жінки |
| -------- | ------- | ------- | -------- | -------- | ----- | ----- |
| одиниця  | осіб    | %       | осіб     | %        | осіб  | %     |
| все      | 17046   | 100     | 8210     | 48.16    | 8836  | 51.84 |
| міське   | 11279   | 100     | 5258     | 46.62    | 6021  | 53.38 |
| сільське | 5767    | 100     | 2952     | 51.19    | 2815  | 48.81 |

## Сусідні гміни
Гміна Криниця-Здруй межує з такими гмінами: Ґрибув, Лабова, Мушина, Устя-Горлицьке.